# Темешевская волость
Темешевская волость — административная единица в составе Свияжского уезда Казанской губернии. Волость существовала до 1781 года. Название связано с населёным пунктом Янтиково, имющим альтернативное названия Темяши (Подгорные Темяши, Тимяши), чув. Тимеш. Это название так или иначе фигурирует в названиях некоторых селений волости.

## История
По сведениям 1638 года в волость входили селения Турмышево, Янтиково, Алибаши, Бузаево, Беляево, Алдеярово, Апонасово, Тяребердеево, Яншихово, Другое Турмышево, Яковлево, Тенеево .
По данным II ревизии 1747 г., в волости числились населённые пункты:
| Название           | Совр. название                            | Совр. расположение |
| ------------------ | ----------------------------------------- | ------------------ |
| Янтикова           | Янтиково                                  | Янтиковский        |
| Алибаш             | Иваново                                   | Янтиковский        |
| Алдиярова          | Алдиарово                                 | Янтиковский        |
| Яндырчи            | Индырчи                                   | Янтиковский        |
| Бузаева            | Латышево                                  | Янтиковский        |
| Тярбердина         | Салагаево                                 | Янтиковский        |
| Уразлина           | Уразлино                                  | Янтиковский        |
| Яншихова           | Яншихово-Норваши                          | Янтиковский        |
| Большие Турмыши    | ныне не существует (в составе д. Турмыши) | Янтиковский        |
| Малые Турмыши      | ныне не существует (в составе д. Турмыши) | Янтиковский        |
| Яковлева           | Подлесное                                 | Янтиковский        |
| Беляева            | Беляево                                   | Янтиковский        |
| Тенеева            | Тенеево                                   | Янтиковский        |
| Антикова           | Янтиково                                  | Яльчикский         |
| Апанасова          | Апанасово-Темяши                          | Яльчикский         |
| Уразметева         | Уразмаметьево                             | Яльчикский         |
| Малая Ерыкла       | Малая Ерыкла                              | Яльчикский         |
| Тораева            | Тораево                                   | Яльчикский         |
| Ивашкина           | Ивашкино                                  | Комсомольский      |
| Темеш Камаева поля | Чувашские Тимяши                          | Ибресинский        |